# Acacidiplosis rugosa
Acacidiplosis rugosa är en tvåvingeart som beskrevs av Gagne 1993. Acacidiplosis rugosa ingår i släktet Acacidiplosis och familjen gallmyggor.
Artens utbredningsområde är Kenya. Inga underarter finns listade i Catalogue of Life.